# Arthur du Chêne
Arthur du Chêne né le 13 juin 1848 à Saint-Michel-de-Chavaignes et mort le 6 janvier 1899 à Château-Gontier est un archiviste, journaliste et historien français .

## Biographie
Il termine au collège des Jésuites de Poitiers ses études commencées au petit séminaire de Précigné.
Entré à l'École des chartes en 1868 il s'engage en 1870. Sous-lieutenant au 29e mobile, il est blessé au pont de Cercottes par un éclat d'obus qui lui enlève un œil et lui laisse des cicatrices. 
Il obtient en 1873 son diplôme d'archiviste paléographe et est nommé archiviste départemental de la Vendée. Il démissionne en 1874. Son mariage lui fait partager sa résidence entre Baugé et Château-Gontier. Toutes les revues locales, aussi bien que la presse royaliste et religieuse, ont sa collaboration assidue. 
Le Bulletin de la Société d'agriculture, sciences et arts d'Angers a publié depuis sa mort son travail le plus important, Origines de la Chouannerie dans le pays de Segré.